# Коламбер
Коламбер (фр. Colembert) насеље је и општина у североисточној Француској у региону Север-Па д Кале, у департману Па де Кале која припада префектури Булоњ сир Мер.
По подацима из 2011. године у општини је живело 790 становника, а густина насељености је износила 79,64 становника/km². Општина се простире на површини од 9,92 km². Налази се на средњој надморској висини од 107 метара (максималној 202 m, а минималној 44 m).

## Демографија
| 1962. | 1968. | 1975. | 1982. | 1990. | 1999. | 2011. |
| ----- | ----- | ----- | ----- | ----- | ----- | ----- |
| 503   | 507   | 447   | 509   | 588   | 687   | 790   |

График промене броја становника у току последњих година